# Stopplaats Laag Zuthem
Stopplaats Laag Zuthem (tot 1918 stopplaats Zuthem) (telegrafische code: lzm) is een voormalig stopplaats aan de Spoorlijn Zwolle - Almelo, destijds geëxploiteerd door de Maatschappij tot Exploitatie van Staatsspoorwegen en aangelegd door de Staat der Nederlanden. De stopplaats lag ten zuiden van het dorp Laag Zuthem in de gemeente Heino, sinds 2001 in de gemeente Raalte. Aan de spoorlijn werd de stopplaats voorafgegaan door station Zwolle en gevolgd door station Heino. Stopplaats Laag Zuthem werd geopend in 1881 en gesloten in 1950. Bij de stopplaats was een wachthuisje aanwezig, dat na de opening een uitbreiding in 1893 onderging. In 1932 waren er geruchten om de stopplaats te sluiten, waardoor er kamervragen werden gesteld. De stopplaats bleef toen echter nog open.
0: Zwolle ·
7,5: Laag Zuthem ·
12,4: Heino ·
18,1: Raalte ·
25,3: Haarle ·
30,1: Nijverdal West ·
31,3: Nijverdal ·
31,7: Nijverdal ·
39,8: Wierden ·
44,8: Almelo